# 天主教吉大港總教區
天主教吉大港總教區（拉丁語：Archidioecesis Chittagongensis）是孟加拉國的一個羅馬天主教教省總教區，下轄兩個教區。總教區位於孟加拉國東南部，管轄吉大港專區和達卡專區南部。
教區於1927年5月25日成立，2017年2月2日升為總教區。
教區於2007年時有32,743名教友（佔轄區總人口0.1%）、11個堂區、30名司鐸、30名修士和87名修女。主教座堂為玫瑰聖母主教座堂。總主教現時出缺。